# Jonathan Blondel
Jonathan Blondel (Ypres, 3 aprile 1984) è un ex calciatore belga, di ruolo centrocampista.

## Carriera

### Club
Dopo aver iniziato nel 2001 con il R.E. Mouscron, il 7 agosto 2002 firma con gli inglesi del Tottenham. In due anni però riesce a giocare appena due partite e il 28 gennaio 2004 abbandona l'Inghilterra per accasarsi con i belgi del Club Brugge.

### Nazionale
Con il Belgio conta 4 presenze e in passato ha vestito la maglia delle rappresentative Under-19 e Under-21; con quest'ultima nel 2007 ha anche giocato gli Europei di categoria.

## Palmarès

### Club

#### Competizioni nazionali
- Campionato belga: 1

Bruges: 2004-2005
- Coppa del Belgio: 2

Bruges: 2006-2007, 2014-2015
- Supercoppa del Belgio: 2

Bruges: 2004, 2005